# Ципори (Каспский муниципалитет)
Ципори (груз. წიფორი) — село в Грузии, на территории Каспского муниципалитета края (мхаре) Шида-Картли.

## География
Село находится в центральной части Грузии, к западу от реки Кавтуры (правый приток Куры), на расстоянии приблизительно 11 километров (по прямой) к югу от города Каспи, административного центра муниципалитета. Абсолютная высота — 1207 метров над уровнем моря.

## Население
По результатам официальной переписи населения 2014 года, постоянное население в Ципори отсутствовало.
| Год  | Население, человек |
| ---- | ------------------ |
| 2002 | 0                  |
| 2014 | 0                  |